# Athanasios Christopoulos

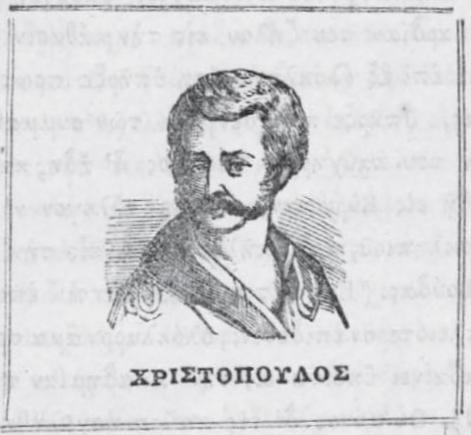
Athanasios Christopoulos

Athanasios Christopoulos, în greacă: Αθανάσιος Χριστόπουλος, (n. 2 mai 1772 - d. 19 ianuarie 1847) a fost un poet și jurist grec.
A trăit o mare parte a vieții în Țara Românească și a fost tutore al viitorului domnitor Alexandru Moruzi.
A scris o lirică anacreontică, preferând subiecte ca: dragostea, vinul, plăcerile vieții lipsite de griji, într-un limbaj fluent și simplu.

## Scrieri
- 1805: Dramă eroică în dialectul eolodoric (Δράμα ηρωικόν, "Drama iroicon is tin eolodorikin diàlekton"), dramă care a primit la ediția a doua (din 1892) titlul Ahile ("O Ahillevs")
- 1805: Gramatica eolodoricei sau a limbii vorbite actualmente de către eleni (Γραμματική της Αιολοδωρικής, ήτοι της ομιλουμένης τωρινής των Ελλήνων γλώσσας, "Grammatiki tis eolodorikis iti tis omilumenis dorilis ton elinon glossas"), lucrare de lingvistică
- 1811: Lirice (Λυρικά, "Lyrikà")
- 1818: Legiuirea preaînaltului și preaslăvitului stăpân și domn a întregii Ungrovlahii, domnul Ioan Gheorghe Caragea Voievod ("Nomothesia tu ipsilotatu ke evsevestatu avthendu ke ighemonos pasis Ungrovlachias Kiriu Ioannu Gheorghiu Karadza Voevoda"), lucrare care a intrat în istorie sub denumirea de "Condica lui Caragea"
- 1825: Lirice și bahice ("Ta lyrikake vakhsike").